# Prime
Prime (titulada como Secretos compartidos en España, Secretos de diván en Argentina y Uruguay, Confesiones a mi suegra en Chile y Mi novia secreta en Venezuela) es una película de 2005 protagonizada por Uma Thurman, Meryl Streep y Bryan Greenberg. Fue escrita y dirigida por Ben Younger. La película recaudó $67,937,503 en todo el mundo. 

## Sinopsis
Una profesional de Manhattan es cortejada por un joven pintor, que también es el hijo de su psicoanalista.

## Elenco
- Uma Thurman
- Meryl Streep
- Bryan Greenberg